# اية.اس.سودى جراف
نادى اية.اس.سودي جراف هو نادي أساسي في الكونغو الديمقراطية ويمثل بلاده قي بطولات الأندية الأفريقية. وأبرز انجازاتة حصولة على وصيف بطولة أفريقيا للأندية ابطال الكأس عام 1996.